# Virgil Tibbs e gli occhi di Buddha
Virgil Tibbs e gli occhi di Buddha (The Eyes of Buddha) è un romanzo dell'autore John Ball.

## Trama
Febbraio. In una splendida giornata Bob Larson sta guidando alcuni dei suoi ragazzi nel Oak Grove Park di Pasadena. Bob Larson è un capo scout prudente e coscienzioso, è il primo della fila, sia per guidare i ragazzi, sia per evitargli possibili brutti incontri. Ad un certo punto Bob Larson va in esplorazione da solo e, per puro caso, scorge il cadavere di una giovane donna. Chiama immediatamente la polizia e ipotizza che sia il cadavere di Doris Friedkin, che è scomparsa da circa un anno. I poliziotti intervengono sul luogo del ritrovamento e si rendono conto che la ragazza è stata assassinata. I genitori di Doris vengono messi al corrente del ritrovamento di un cadavere di una giovane donna che potrebbe essere quello della loro amata figlia.
Il giorno dopo Herbert Friedkin si rivolge a Robert McGowan, capo della polizia di Pasadena, per chiedergli un grande piacere, un piacere personale. Gli chiede di affidare le indagini della scomparsa di sua figlia a Virgil Tibbs, il loro miglior poliziotto, nella speranza che nel riesaminare il caso possa saltar fuori qual cosa che sino ad ora era stato trascurato. La famiglia Friedkin ha fatto tanto per la città e McGowan, nonostante non amasse essere influenzato, decide che si poteva fare un piacere a Herbert e Grace Friedkin. Mentre Herbert Friedkin si trova nell'ufficio di McGowan arriva una notizia importante, la ragazza trovata nel Oak Grove Park non può essere Doris Friedkin. La ragazza trovata nel parco è morta da solo pochi giorni, per cui non può essere Doris.
Da una parte Herbert Friedkin si sente sollevato, il cadavere ritrovato non è di sua figlia, ma dall'altra parte si sente triste, visto che è, sicuramente, la figlia di qualcun altro. Si sente triste anche per un altro motivo, ora Virgil Tibbs non potrà riesaminare il caso di sua figlia visto che sarà impegnato con questo importante caso di omicidio. Il capo della polizia rassicura il signor Friedkin che farà passare l'ispettore Tibbs da casa sua e forse potrà individuare qualche indizio che è stato trascurato. Il giorno dopo Virgil Tibbs passa da casa Friedkin per raccogliere informazioni sulla scomparsa di Doris e, dopo aver parlato con il signor e la signora Friedkin, promette di fare tutto il possibile per ritrovarla.
Ora Tibbs ha due casi per le mani, la scomparsa di Doris e un cadavere ancora da identificare. Intanto Tibbs incomincia ad indagare tra gli amici di Doris e i risultati non mancano di arrivare riuscendo a scoprire che Doris era rimasta incinta e che un suo amico l'aveva aiutata a sparire di circolazione. Anche per quanto riguarda l'identità della ragazza trovata morta incominciano ad arrivare i primi risultati di un certo rilievo.
Le indagini sul cadavere hanno dato alcuni frutti importanti, visto che ora sanno che la ragazza ha un nome, si chiama Nancy Kallman e che vivena, con i genitori, nel New Jersey. Il sergente Morrison comunica ai signori Kallman che è stato trovato il cadavere dello loro figlia e che è li, a casa loro, per raccogliere informazioni per poter permettere l'individuazione dell'autore di questo efferato omicidio. Vuole sapere anche perché, nonostante la sua giovane età, era così tanto lontana da casa. Le informazioni che raccoglie sono importanti e permettono all'ispettore Tibbs di collegare i due casi tra di loro.
Il romanzo continua con le indagini di Virgil Tibbs alla ricerca Doris Friedkin e di come risolve anche l'omicidio di Nancy Kallman.

## Edizion i
- John Ball, Virgil Tibbs e gli occhi di Buddha, collana Il giallo Mondadori, Mondadori, 2012.